# 恩登
恩登（德語：Engden，發音：[ˈɛŋdn̩]）是德国下萨克森州本特海姆伯国县的市镇，面积44.3平方千米，2023年12月31日人口为419人。